# 眼點半線脂鯉
眼點半線脂鯉，為輻鰭魚綱脂鯉目脂鯉科的其中一個種。

## 分布
本魚分布於南美洲蓋亞那、蘇利南、法屬圭亞那、巴西及祕魯的亞馬遜河流域。

## 特徵
本魚體呈銀灰色，紅色的上眼線是明顯的特徵，尾柄上有一黑點，尾鰭上有金色斑點。體長約4.4公分。

## 生態
本魚棲息於水流緩慢的地方，性情溫和，喜群居。屬雜食性，以蠕蟲、昆蟲、甲殼動物與植物等為食。雄性體型通常比雌性小且苗條，為多產的魚種，魚卵在水溫26°C，約48至60個小內孵化。

## 經濟利用
為高經濟價值的觀賞性魚類。